# Dupa Tuwima (rzeźba)
Dupa Tuwima – rzeźba przedstawiająca pośladki poety Juliana Tuwima, nawiązująca do wiersza artysty pt. „Wiersz, w którym autor grzecznie, ale stanowczo uprasza liczne zastępy bliźnich, aby go w dupę pocałowali”, odsłonięta w 2013 roku. Usytuowana na podwórzu kamienicy przy ul. Legionów 2 w Łodzi.

## Historia
1 stycznia 2013 roku około godziny 0:20 w kinie Charlie w Łodzi, w związku z obchodami Roku Juliana Tuwima, odsłonięta została nawiązująca do wiersza pt. „Wiersz, w którym autor grzecznie, ale stanowczo uprasza liczne zastępy bliźnich, aby go w dupę pocałowali”, rzeźba „Dupa Tuwima”.
Twórcami rzeźby jest Biuro Interwencyjnej Edukacji i Dydaktyki Artystycznej (BIEDA), w postaci autora – Andrzeja Czaplińskiego i pomysłodawcy – Suavasa Levy’ego. 21 marca 2013 twórcy przenieśli ją na podwórko kamienicy Jakuba Hofmana (ul. Piotrkowska 101), a w 2017 trafiła na kratę okienną galerii i kawiarni Surindustrialle mieszczącą się w podwórku kamienicy Juliusza Szulca (ul. Piotrkowska 118), co było spowodowane przeprowadzaniem remontu w poprzedniej lokalizacji. Rzeźba miała powrócić po kilku tygodniach na stare miejsce, ale została na podwórku ul. Piotrkowskiej 118, następnie przeniesiono ją na podwórko przy ul. Legionów 2 w Łodzi.

### Treść
Pod rzeźbą widnieje cytat z wiersza, którego ta dotyczy:

Socjały nudne i ponure, Pedeki, neokatoliki, Podskakiwacze pod kulturę, Czciciele radia i fizyki, Uczone małpy, ścisłowiedy, Co oglądacie świat przez lupę I wszystko wiecie: co, jak, kiedy, Całujcie mnie wszyscy w dupę.

## Kontrowersje
Rzeźba spotkała się ze sprzeciwem Fundacji im. Juliana Tuwima i Ireny Tuwim. Urząd Miasta Łodzi wystosował prośbę do fundacji o umożliwienie realizacji rzeźby postaci z twórczości Juliana Tuwima, celem uzupełnienia szlaku Łódź Bajkowa o nowe obiekty. Fundacja wyraziła zgodę na propozycję urzędu, pod warunkiem usunięcia z podwórza kamienicy przy ul. Piotrkowskiej 101 rzeźby Dupa Tuwima, uznając rzeźbę za wulgarną interpretację utworu artysty. Wobec niniejszej sytuacji urząd wystosował prośbę do twórców rzeźby o jej usunięcie, na co ci nie wyrazili zgody.
Według córki poety – Ewy Tuwim-Woźniak, członkini fundacji – przedstawienie pośladków jest gestem obraźliwym i ordynarnym, a nadanie rzeźbie tytułu powiązanego z nazwiskiem artysty stanowi atak na jego osobę. Co więcej, Tuwim-Woźniak wskazała, że „Wiersz, w którym grzecznie (…)” był przeznaczony dla wąskiego grona zaprzyjaźnionych odbiorców i miał zgodnie z wolą autora nigdy nie zostać rozpowszechniony. Wbrew jego woli oraz prośbom jego żony został opublikowany w 1958 roku.